# Бяла (община, Русенская область)
Бяла (болг. Бяла) — община в Болгарии. Входит в состав Русенской области. Население составляет 16 064 человека (на 15 мая 2008 года).
Административный центр — город Бяла.
Площадь территории общины 341 км².

## Состав общины
В состав общины входят следующие населённые пункты:
1. село Бистренци
2. село Босилковци
3. село Ботров
4. город Бяла
5. село Дряновец
6. село Копривец
7. село Лом-Черковна
8. село Пейчиново
9. село Пет-Кладенци
10. село Полско-Косово
11. село Стырмен

## Достопримечательности
- Беленский мост